# Océanite noir
Hydrobates melania
Espèce
Synonymes
- Oceanodroma melania
- Procellaria melania

Statut de conservation UICN

 LC  : Préoccupation mineure
L'Océanite noir (Hydrobates melania, anciennement Oceanodroma melania), également appelé pétrel mélania, est une espèce d'oiseaux de la famille des Hydrobatidae.

## Répartition
Cet oiseau niche au large de la Californie, la péninsule de Basse-Californie et dans le golfe de Californie (Channel Islands de Californie, îles Coronado etc.) ; son aire d'hivernage s'étend jusqu'au nord du Pérou.